# Dikh TV
A Dikh TV Magyarország első roma szórakoztató tematikájú televíziós csatornája. A televízió alapítói kezdetben legfontosabbnak a roma könnyűzenei kultúra bemutatását tartották, amely a későbbiekben egyéb tartalmakkal bővült, majd 2022-ben Rádió Dikh néven FM rádiós műsorsugárzással is kiegészült.
A csatorna reklámidejét az Atmedia értékesíti.[forrás?]

## Története

### YouTube csatornaként (2012–2019)
Magyarországon első roma-internetként, 2012. március 1-én indult a YouTube csatorna. 2015-ben megjelent elsőként a "Gipsy music and dance – Farkas István" c. klipje a videótárában, de ezt követően megjelentek a talkshow klipek, gasztro-reality-k, és életmód-realityk is. 
2016. februárja óta a YouTube-on adnak híradót, riportokat és élő kívánságműsort, amely hallgatva nézhető klipeket lehet hallgatni a képernyőn. Kis Grófó a Sláger TV-nek (korábban a Nóta TV-nek szereplője 2014-ig) és a Dikh TV-nek a zenei szereplője is feltűnt. Februári hónapja óta a keresztény műsorokat és helyi érdekeltségű filmeket ad mindenkinek. 2017. december 5-én a Dikh TV websorozata, a Minden álmod YouTube-csatornáján jelent meg a több millió háztartásban lévő rajongóknak sikeredett "Dorina-Buli" c. klipje. 
2018. március 8-án megjelent a majdnem egymillió megtekintéssel rendelkező roma-websorozat, a Minden álmod. Az epizódok folyamatilag várhatósak a Dikh TV YouTube-csatornáján. 

### Televíziós csatornaként (2019–)
2019-ben a csatorna bekerült az összes nagyobb kábeltévés társaság kínálatába. Augusztus 30-án a kábeles és műholdas szolgáltatók közül a DIGI reagált az igényre elsőként. Szeptembertől pedig a DIGI kábeles kínálatában is megtalálható a HD változatával együtt. Szeptember 27-én nem csak a DIGI-nél volt elérhető hanem a MinDig TV Extrában, az alap csomagban. Ezt követően fokozatosan bekerült a Telekom és a UPC kínálatába is. 
2020-ban a csatorna alapítóját, Balogh Eleket NER közeli befektetők kivásárolták a csatornából.
2020. szeptember 6. óta a Dikh TV csatorna átköltözött a MinDig TV ingyenes kínálatába, a kikerült Zenebutik csatorna helyén (a 11-es pozícióban). A Dikh TV az ATV Spirit és a Pesti TV csatornákkal együtt került be 2021. február 9-től a harmadik műholdas szolgáltató, a Direct One kínálatába. A Dikh TV első számú rádióadója, a Rádió Dikh 2022. január 3-án (hétfőn) indult, szórakoztató romahangos műsorokat sugároz. Ebben az évben a csatorna YouTube-zenecsatornája 10 éves lett (pontosan február 29.-én), ami szerint március 1.-én megtartják a YouTube-csatorna indulásának 10. évfordulóját. De ezután 2024. július 1-től a TV2 Csoport érdekeltségébe tartozó Izaura TV-vel együtt kerültek ki a szabadon fogható csatornák kínálatából.

## Vételi lehetőségek műholdon
| DIGI-feladású elosztás  | DIGI-feladású elosztás                                                                                           |
| ----------------------- | --- |
| Műhold:                 | Thor 5 (nyugati 1 fok)                                                                                           |
| Frekvencia:             | 12,130 MHz |
| Polarizáció:            | Horizontális (vízszintes)                                                                                        |
| Moduláció:              | DVB-S, QPSK, MPEG2                                                                                               |
| Szimbólumráta:          | 28,000 Ks/s |
| FEC:                    | 7/8 |
| Kódolás:                | Conax (M7: 0xb02) CryptoWorks (M7: 0xd97) Irdeto 2 (M7: 0x653) Nagravision 3 (DIGI: 1802, 1880, M7: 1815 0x181d) |
| Video-PID:              | 541 |
| Audio-PID:              | 591 (Magyar) |
| PMT-PID:                | 1146 |
| PCR-PID:                | 541 |
| Szolgáltatásazonosító:  | 1520 |
| Hálózatazonosító:       | 1 |
| Telekom teljes elosztás | |
| Műhold:                 | Amos 3 (nyugati 4 fok)                                                                                           |
| Frekvencia:             | 10,722 Mhz |
| Polarizáció:            | Vertikális (függőleges)                                                                                          |
| Moduláció:              | DVB-2S, 8PSK, MPEG4-AVC                                                                                          |
| Szimbólumráta:          | 30,000 Ks/s |
| FEC:                    | 3/4 |
| Kódolás:                | Conax (0xb00) |
| Video-PID:              | 201 |
| Audio-PID:              | 210 (Magyar) AAC                                                                                                 |
| PMT-PID:                | 200 |
| PCR-PID:                | 201 |
| Szolgáltatásazonosító:  | 1102 |
| Hálózatazonosító:       | 100 |

## Műsorstruktúra
A csatorna célja, hogy integrálja a roma társadalom különböző nézőpontjait, illetve, hogy eloszlassa a roma társadalommal szemben meglévő prekoncepciókat és sztereotípiákat. A csatorna küldetése, hogy bemutassa a roma hagyományokat és identitást, képet nyújtson a roma történelemről és néprajzról, megismertesse a roma képzőművészet alkotóit, játékfilmek, dokumentumfilmek és talk show-k keretében. Kiemelten fontos célja a csatornának a roma zenei sokszínűség bemutatása, amely magába foglalja „hagyományos” kávéházi cigányzenét, a roma népzenét, a roma jazz zenét és a széles körben ismert roma populáris könnyűzenét.
A Dikh TV 2012-ben mutatkozott be a YouTube-on, elsősorban saját gyártású zenei videóklipekkel és amatőr web-sorozatokkal. A tulajdonosi kör bővülése lehetővé tette, hogy a csatorna 2019. március 1. óta az egész országban kábelszolgáltatótól függetlenül elérhető legyen a nagyközönség számára. A széles spektrumú műsorkínálat igyekszik minden korosztály igényének eleget tenni.

## Műsorok
| Műsor címe:                                     | Leírás: | Korhatár                                   | Műfaj:                        |
| ----------------------------------------------- | --- | ------------------------------------------ | ----------------------------- |
| Cigánymisszió                                   | A hit ereje, Isten szava. Sorsok, amelyeket a Biblia igéje megváltoztatott. Csodálatos gyógyulások, erkölcsi megújulások és emberek, akiknek Istenbe vetett hite megváltoztatta életüket. Cigány közösségekbe látogatunk, ahol Istent dicsérik, és a Bibliát tanulják. Hívő közösségeket ismerhetünk meg, és az élet nagy kérdéseiről beszélgetünk velük. Olyan egyházakat mutatunk be, amelyeknek fontosak a cigányok, és ennek érdekében térítő munkát folytatnak. A műsor a hitet a cigányok szemszögéből láttatja, sok-sok zenével és helyszínen rögzített felvételekkel. | Tizenkét éven aluliak számára nem ajánlott | Vallási műsor                 |
| Csak lazán! – Klipek Báróval                    | A Csak lazán egy olyan zenei válogatás, amely a soul, az R'n'B, a hiphop zenei műfaj legnagyobb fekete előadóit mutatja be elsősorban a 90-es és a 2000-es évekből. | Tizenkét éven aluliak számára nem ajánlott | Válogatós műsor               |
| Csumidav Tume! – Puszi mindenkinek!             | A Csumidav Tume, azaz Puszi Mindenkinek egy olyan élő kívánságműsor, ahova bárki bejelentkezhet, hogy kívánságaival alakítsa a műsor zenei kínálatát. A műsorban hazai és nemzetközi, roma vagy nem roma zenéket lehet kérni, és üzenni rokonoknak, barátoknak, ismerősöknek. Borók Szabina mindent elkövet azért, hogy a zenei kívánságok teljesítésével örömet szerezzen nézőinknek. Csumidav Tume mindenkinek, aki szereti a jó zenét és a vidám hangulatot! | Tizenkét éven aluliak számára nem ajánlott | Élő kívánságműsor             |
| De szeretek halózni – Cigánykonyha Ásós Gézával | Gasztro magazin kicsit másképp, kicsit máshogyan, kicsit más ízekkel, egyszerűen romásan. A Magyar Zoltán és Magyar Barbara vezette műsorban megismerkedhetünk a hagyományos cigány és magyar konyha ízvilágával is. | Tizenkét éven aluliak számára nem ajánlott | Gasztronómiai sorozat         |
| DikhTOP20 – Báróval                             | Válogatás a legjobb hazai és külföldi slágerekből. Ebben a műsorban láthatóak a legújabb zenei felvételek, a műsorvezetők sok-sok információt, kulisszatitkot osztanak meg a nézőkkel. A műsorvezetők a klipeket a nézők visszajelzései alapján rangsorolják, így mindenki tudhatja, hogy kedvence éppen hol tart a sztársághoz vezető úton. Egy dolog biztos, aki nézi a Dikh Top 20-at, az nem maradhat le a roma zenei újdonságokról, a legjobb és a legkedveltebb dalokról. | Tizenkét éven aluliak számára nem ajánlott | Visszaszámlálós műsor         |
| Dumálj velem!                                   | A lovári Armandó anyanyelve. Hitvallása, hogy nyelvet tanulni nemcsak hagyományos módszerekkel lehet. A fiatalos, lendületes műsorban hétköznapi helyzetekben sajátíthatóak el a lovári nyelvjárás alapjai. A műsor célja, hogy ne csak a roma közösség azon tagjai csatlakozzanak a nyelvórákhoz, akik már nem beszélik ezt a gyönyörű nyelvet, hanem azok is, akiket érdekel a roma kultúra, a cigány nyelv. | Tizenkét éven aluliak számára nem ajánlott | Művészeti és kulturális műsor |
| Haide – Klipek Szabinával                       | A Haide egy román zenei klipválogatás, amit Borók Szabina állít össze a legújabb és legnépszerűbb dalokból. Itt hallhatók a legújabb manele felvételek. Híreket adunk a bukaresti és ploiesti zenei világ előadóiról, klipjeikről, és persze a helyi pletykákról is. Akit érdekel ez a zenei világ és életstílus, annak a képernyő előtt a helye! | Tizenkét éven aluliak számára nem ajánlott | Válogatós műsor               |
| Ítélet Magyarországon                           | Az egyetlen stáb, aki dokumentálta a tárgyalássorozat 167 napját Az Ítélet Magyarországon egy független, magyar állami támogatás nélkül készült dokumentumfilm, ami a 2008-2009-ben a romák ellen elkövetett rasszista sorozatgyilkosság bírósági tárgyalását mutatja be. Hajdú Eszter és stábja volt az egyetlen, aki végigdokumentálta ezt a történelmi jelentőségű és maratoni hosszúságú pert. A film emléket állít az áldozatoknak, és társadalmi igazságtalanságokat tár fel. Az Ítélet Magyarországon dokumentumfilm univerzálisan értelmezhető, egyáltalán nem csak Magyarországra érvényes tanulságokat hordoz, a rasszizmus és a gyűlölet áldozatává bárki, bármikor és bárhol válhat. Ennek is köszönhető a film páratlan nemzetközi sikere. A filmet idáig 19 nemzetközi díjjal jutalmazták, és a világ több, mint 40 országában vetítették, fesztiválokon és 11 országban televízión. | Tizenhat éven aluliak számára nem ajánlott | Dokumentumfilm-sorozat        |
| Karaván – Világzene Mátéval                     | Nemzetközi komoly- és könnyűzenék tűrése, minden csütörtökön, szombaton és vasárnapon is! | Tizenkét éven aluliak számára nem ajánlott | Válogatós műsor               |
| Khelas – Táncoljunk!                            | Aki szeretné megtanulni a cigány táncok alapjait, jó helyen jár. Horváth Zoltán hagyományörző küldetése a Khelasban is megjelenik, így hétről hétre új lépésekkel, koreográfiákkal bővítheti tánctudását mindenki, aki nézi a Khelast. | Tizenkét éven aluliak számára nem ajánlott | Táncolgatós sorozat           |
| Klip                                            | Klippek éjféltől reggelig. | Tizenkét éven aluliak számára nem ajánlott | Klip-válogatás                |
| Telepjáró                                       | A Telepjáró című magazin koronavírus különkiadása a járvány csillapodásáig naponta jelentkezik információkkal a COVID-19-cel kapcsolatban. A betegség egyre jobban terjed az országban és nem kerüli el a romákat sem. | Tizenkét éven aluliak számára nem ajánlott | Magazinműsor                  |
| Tesók                                           | A Tesók című scripted reality sorozat célkitűzése olyan ambiciózus roma fiatalok életét bemutatni, akik minden követ megmozgatnak boldogulásukért. A Tesók szereplői nem adják fel álmaikat, nem ülnek fel a magyar, vagy épp roma általánosításoknak. Néha fogukat összeszorítva, néha naivan, előfordul, hogy külső segítséggel, esetleg meg-megtorpanva, de tántoríthatatlanul mennek előre, küzdenek céljaikért. A sorozatban szereplő fiatal emberek álmai különbözőek: valaki zenei karrierről álmodozik, valaki a munka világába szeretne visszatérni, valaki a szerelmet keresi, vagy a profi sportolói pályafutását szeretné elindítani. A Tesók hétköznapi hősök, akikben nemcsak a roma kisebbség, hanem a többségi társadalom is magára ismerhet – mert mindenkit hasonló motivációk hajtanak.                                                                                         | Tizenkét éven aluliak számára nem ajánlott | Scripted-reality sorozat      |
| Toplista – Mercivel                             | Zenék közül mi kerül az élére? Kiderül a 10-es toplistás sorolásában. | Tizenkét éven aluliak számára nem ajánlott | Visszaszámlálós műsor         |
| Tumenca – Veletek                               | Portréműsor ismert emberekről és hétköznapi hősökről minden korosztálynak. Őszinte beszélgetéseken keresztül ismerhetik meg ezeknek a példaértékű embereknek az életét, munkásságát. | Tizenkét éven aluliak számára nem ajánlott | Magazinműsor                  |
| Tumenca Extra                                   | Dokumentumfilm sorozat előtti összefoglaló, Hajdú Eszter filmrendezővel. | Tizenkét éven aluliak számára nem ajánlott | Magazinműsor                  |
| Úgy fütyülök, mint a rigó                       | Egy cigány bál részesei lehetnek a képernyőn keresztül, ahol Rigó Jancsi elhozza kedvenc zenészeit, hogy együtt szórakoztassák a nézőket. Rigó Jancsi házigazdaként különböző zenekarokat, eddig nem ismert előadókat – magyarországi és szlovákiai zenészeket – hoz össze a műsorában. Természetesen mindennek egyetlen célja van: a nézők szórakoztatása!. A műsor kiemelt küldetése, hogy a Magyarországon élő roma előadók mellett a felvidéki romákat és magyarokat is bevonjuk a zenei kínálatba, és bemutassuk tehetségüket a nézőinknek. | Tizenkét éven aluliak számára nem ajánlott | Mulatós műsor                 |
| Zenei válogató                                  | Könnyűzenék minden napközben. | Tizenkét éven aluliak számára nem ajánlott | Válogató műsor                |

## Műsorvezetők
| Műsorvezetők:   | Műsorai:                                                        |
| --------------- | --------------------------------------------------------------- |
| Ásós Géza       | -De szeretek halózni – Cigánykonyha Ásós Gézával                |
| Báró Zoltán     | -Csak lazán! – Klipek Báróval -DikhTOP20 – Báróval -Tumenca     |
| Borók Szabina   | -Csumidav Tume! – Puszi mindenkinek! -Haide – Klipek Szabinával |
| Magyar Barbara  | -De szeretek halózni – Cigánykonyha Ásós Gézával                |
| Magyar Zoltán   | -De szeretek halózni – Cigánykonyha Ásós Gézával                |
| Rigó Jancsi     | -Úgy fütyülök, mint a Rigó                                      |
| Sztojka Armando | -Dumálj velem!                                                  |